# IC 2074
IC 2074 је тројна звијезда у сазвјежђу Бик која се налази на листи објеката дубоког неба у Индекс каталогу.
Деклинација објекта је + 7° 42' 12" а ректасцензија 4h 31m 23,0s.